# Мазниця (річка)
Мазниця — річка в Україні, у Добровеличківському  районі Кіровоградської області, ліва притока Чорного Ташлику (басейн Південного Бугу).

## Опис
Довжина річки 10,6 км, похил річки — 5,3 м/км. Формується з багатьох безіменних струмків, 2 приток та водойм. Площа басейну 101 км².

## Розташування
Бере початок на північно-східній околиці Вороб'ївки. Тече переважно на південний захід через Гнатівку і на південно-східній стороні від Михайлівки впадає у річку Чорний Ташлик, ліву притоку Синюхи. 
Річку перетинає автомобільна дорога Т 1504. 
Притоки: Мала Мазниця, Мазниця (праві).